# Partido Comunista de Portugal (marxista-leninista)
O Partido Comunista de Portugal (marxista-leninista), PCP(m-l) foi um pequeno grupo político de extrema-esquerda criado em 1970, a partir do Comité Marxista-Leninista Português, que havia sido fundado em 1964 por Francisco Martins Rodrigues.
O partido foi-se gradualmente dividindo entre uma ala no exílio, liderada por Heduíno Gomes, também conhecido por Eduíno Vilar, e uma ala no interior de Portugal, liderada por Carlos Janeiro, conhecido pelo pseudónimo de Mendes.
A partir de Maio de 1974, a cisão entre as duas facções consumou-se, com ambas a intitularem-se "PCP(m-l)". A facção Vilar acabou por ficar com a sigla, tendo criado a Aliança Operário-Camponesa como "frente eleitoral" para se apresentar às eleições de 1975 (a AOC foi proibida de se apresentar a essas eleições; nas seguintes, tanto a AOC como o PCP(m-l) concorreram). A facção oposta deu origem ao Partido de Unidade Popular.
A principal diferença entre o novo partido de Heduíno Gomes e o original de Martins Rodrigues tinha a ver com o estatuto do inimigo principal de cada um deles: enquanto este manteve sempre que os principais inimigos do povo eram «os monopólios e o imperialismo norte-americano», já o partido de Vilar elegeu o PCP, o «Social-fascismo de Cunhal» e o «Social-imperialismo russo» como alvos primordiais. (Heduíno Gomes abandonou o partido nos anos 1980, tendo-se dedicado à atividade empresarial na área da música, e é hoje um destacado militante do PSD, conotado com a facção mais conservadora deste partido.)
| 1976 | PCP(m-l) | Legislativas                   | 15 830 | 0,29% | 12.º | - |
| 1976 | PCP(m-l) | Autárquicas (Câmara Municipal) | 15 276 | 0,37% | 7.º  | - |